# Frýdek-Místek
Frýdek-Místek (polska: Frydek-Mistek, tyska: Friede(c)k-Mistek, i protektoratet Böhmen-Mähren: Friede(c)k-Freiberg) är en stad i den administrativa regionen Mähren-Schlesien i östra Tjeckien. Staden består av två tidigare åtskilda städer, Frýdek (i Tjeckiska Schlesien) och Místek (i Mähren), skilda åt av floden Ostravice.
Frýdek-Místek har 56 879 invånare (1 januari 2016).